# Гримоалд Млади
Вижте пояснителната страница за други личности с името Гримоалд.
Гримоалд Млади II (на латински: Grimoaldus, на немски: Grimoald, Grimaud; * 680; † убит април 714, църква „Св. Ламберт“, Лиеж) e франкски майордом на Неустрия (695 – 714), херцог на Бургундия (700 – 714) и херцог на Шампания (708 – април 714).

## Живот
Произлиза от династията Арнулфинги. Той е най-малкият син на Пипин Ерсталски (Пипин II Средни) и Плектруда. Внук е на Анзегизел и Бега и правнук на Арнулф от Мец. По-малък брат е на Дрого (херцог на Шампания 670 – 708). Той е полубрат на Карл Мартел и на Хилдебранд (граф в Бургундия, † 751).
Баща му го прави през 695 г. майордом в Неустрия. След смъртта на по-големия му брат Дрого през 708 г. той става херцог на части от Бургундия, по някои източници херцог на Шампания.
Женен е от 711/712 г. за Теудезинда, дъщеря на Радбод, крал на Фризия (679 – 719). Бракът остава бездетен. Той си взима конкубина и има с нея син Теодоалд (* 708, † 715), който е определен още като дете от дядо му Пипин II през 714 г. за майордом на франките, като прескача Арнулф, син на Дрого.
Гримоалд управлява 14 години. На път към тежко болния му 80-годишен баща в Jobii-вила в Juppille при Лиеж, той е убит през април 714 г. в църквата „Св. Ламберт“ в Лиеж от езичника, фриза Рантгар. Погребан е в Лиеж.

## Деца
- Теодоалд
- Арнолд